# Melaniparus fringillinus
Melaniparus fringillinus е вид птица от семейство Paridae.

## Разпространение
Видът е разпространен в Кения и Танзания.